# Carlos Rodolfo Rojas
Carlos Rodolfo Rojas Rojas (Rancagua, Chile, 2 de octubre de 1928-Santiago de Chile, Chile, 7 de mayo de 1963) fue un excentrocampista de fútbol chileno quién jugó para el equipo nacional de Chile en la copa mundial de fútbol de 1950. También jugó en Unión Española.